# Liste Madeleine Petrovic
Die Liste Madeleine Petrovic (LMP) ist eine österreichische Partei, die von Madeleine Petrovic gegründet wurde.

## Geschichte
Im Februar 2022 gründete Petrovic mit anderen Maßnahmen-Kritikern ein Bündnis, das den sofortigen Stopp aller Corona-Schutzmaßnahmen forderte, inklusive der Zurücknahme der Impfpflicht. Diesem Bündnis gehört unter anderem Andreas Sönnichsen an. Der Arzt und Politiker der deutschen Kleinpartei Die Basis wurde von der Medizinischen Universität Wien wegen Nichteinhaltung von Corona-Maßnahmen entlassen.
Im Mai 2024 kündigte sie an, mit einer eigenen Liste bei der Nationalratswahl  am 29. September 2024 kandidieren zu wollen. Die Liste wurde noch im selben Monat im Parteienregister eingetragen.
Sie und ihr Team sammelten bis August 2024 die notwendige Zahl an Unterstützungserklärungen, damit die Liste Madeleine Petrovic bei der Nationalratswahl bundesweit antreten konnte. Bei der Wahl am 29. September 2024 erreichte die Liste bundesweit 28.488 Stimmen, was 0,6 % der abgegebenen, gültigen Stimmen entsprach. Den Einzug in den Nationalrat verpasste die LMP daher aufgrund der gesetzlichen Vier-Prozent-Hürde deutlich. Im Februar 2025 kündigte die Liste Madeleine Petrovic an, bei der Landtags- und Gemeinderatswahl in Wien 2025 antreten zu wollen. Die notwendigen Unterschriften für dieses Vorhaben wurden verpasst, jedoch trat die Liste bei der gleichzeitig stattfindenden Wiener Bezirksvertretungswahl in Donaustadt und Floridsdorf an. Der Einzug ins Bezirksparlament wurde verfehlt.

## Programmatik
Petrovic nannte die Maßnahmen der Türkis-Grünen Bundesregierung während der COVID-19-Pandemie als Hauptthema ihrer Partei. Ihrer Ansicht nach hätten sich die „Mainstream Grünen“ in eine „problematische Richtung“ entwickelt. Petrovic selbst sah das größte Wählerpotential ihrer Partei bei Gegnern der Covid-19-Maßnahmen, welche jedoch nicht die FPÖ wählen würden. Einen weiteren inhaltlichen Schwerpunkt setzte die Liste auf den Bereich Umwelt- und Tierschutz.